# 8-й Старокиївський провулок (Житомир)
8-й Старокиївський провулок — провулок в Корольовському районі міста Житомир.

## Розташування
Знаходиться на Смоківці. Бере початок від 7-го Старокиївського провулка. Завершується перехрестям з 6-м Старокиївським провулком.

## Історія
Забудова провулка почала формуватися після Другої світової війни. Станом на 1968 рік провулок завершувався тупиком не досягаючи 6-го Старокиївського провулка; забудова провулка сформована частково.
Перша назва провулка — 3-й Смоківський. У 1971 році, після приєднання села Смоківка до меж міста, 3-й Смоківський провулок перейменовано на 7-й Старокиївський.